# История плохого мальчика
«История плохого мальчика» (англ. Story of a Bad Boy) — дебютный фильм американского режиссёра и драматурга Тома Донахи о подростке и проблемах, с которыми он сталкивается, осознавая свою гомосексуальность. Первый раз картина демонстрировалась 22 октября 1999 года на ЛГБТ-кинофестивале в Сиэтле. Критики отмечали схожесть сюжета Истории плохого мальчика с картиной Тодда Стефенса Семнадцатилетний рубеж.

## Сюжет
Действие происходит в Нью-Джерси в 1982 году. Семнадцатилетний парень по имени Поли только что отчислен из католической школы за «недостойное поведение». Но он не грустит, религия его мало интересовала. В новой школе Поли участвует в постановке школьного театра «Алая буква» по роману Натаниэля Готорна. Парень увлечён не столько самим спектаклем, сколько его режиссёром — новым учителем по имени Ноэль, в которого влюбляется без ума. Первоначально Ноэль отвечает взаимностью. Когда же об отношениях учителя и ученика становится известно окружающим, в том числе и родителям парня, Ноэль прекращает отношения. В результате сердце Поли разбито. По окончании средней школы он уезжает из родного города в Нью-Йорк.

## В ролях
| Актёр              | Роль    |
| ------------------ | ------- |
| Джереми Холлинворт | Поли    |
| Кристиан Камарго   | Ноэль   |
| Крис Пэйн Гилберт  | Марк    |
| Лоурен Уорд        | Людмила |
| Стивен Лэнг        |         |